# Indarbela
Indarbela is een geslacht van vlinders van de familie van de Metarbelidae. De wetenschappelijke naam en de beschrijving van dit geslacht werden voor het eerst in 1922 gepubliceerd door Thomas Bainbrigge Fletcher.
De soorten van dit geslacht komen voor in tropisch Afrika, Zuid-Azië en Zuidoost-Azië.

## Soorten
- I. dea Swinhoe, 1890
- I. magma Joannis, 1929
- I. obliquifasciata Mell, 1923
- I. quadrinotata Walker, 1856
- I. tegula Distant, 1897
- I. tesselatus Moore, 1879
- I. tetraonis Moore, 1879
- I. theivora Hampson, 1910

### Status onduidelijk
- I. pardicolor Moore, 1879